# دوقية فورتسبورغ الكبرى
دوقية لفورتسبورغ الكبرى (بالألمانية: Großherzogtum Würzburg) دوقية ألمانية كبرى تمركزت في فورتسبورغ في أوائل القرن التاسع عشر.
نتيجة لمعاهدة لونيفيل لعام 1801، تمت علمنة أسقفية فورتسبورغ في عام 1803 ومـُنحت إلى انتخابية بافاريا. في العام نفسه تم تعويض فرديناندو الثالث دوق توسكانا الأكبر السابق بانتخابية سالزبورغ. في صلح برسبورغ في 26 ديسمبر 1805، خسر فرديناند سالزبورغ لصالح الإمبراطورية النمساوية، ولكن تم تعويضه بأراضي فورتسبورغ، بعد أن تخلت عنها بافاريا في مقابل التيرول.
عـُرفت دولة فرديناند لفترة وجيزة باسم انتخابية فورتسبورغ (Kurfürstentum Würzburg)، لكنها رُقيت إلى رتبة الدوقية الكبرى بعد تفكك الإمبراطورية الرومانية المقدسة في 6 أغسطس 1806. وانضمت إلى اتحاد الراين في 30 سبتمبر 1806. في عام 1810 حصلت على شفاينفورت.
بعد هزيمة نابليون في معركة لايبزش، حل فرديناند تحالفه مع الإمبراطورية الفرنسية الأولى في 26 أكتوبر 1813. من خلال معاهدة النمساوي البافارية في 3 يونيو 1814، خسر فرديناند ممتلكاته لصالح مملكة بافاريا، وتم حل الدوقية. أعاد مؤتمر فيينا إلى فرديناند دوقية توسكانا الكبرى. وعادت أبرشية فورتسبورج للروم الكاثوليك في عام 1821 من دون سلطة دنيوية.